# 532 г. пр.н.е.

## Събития

### В Азия

#### В Персийската империя
- Цар на Персийската (Ахеменидска) империя е Кир II Велики (559 – 530 г. пр.н.е.).[1]
- Престолонаследникът Камбис е цар на Вавилон, но реалната власт в сатрапия Вавилония се осъществява от сатрапа Губару.[2]

### В Африка

#### В Египет
- Фараон на Египет е Амасис II (570 – 526 г. пр.н.е).[3]

### В Европа
- В Гърция се провеждат 62-тe Олимпийски игри:
  - Победител в дисциплината бягане на разстояние един стадий става Ериксий от Халкида.[4]
  - Състезанието по борба е спечелено от Милон от Кротоне. Той печели шест пъти на Олимпийските игри, шест пъти на Питийските игри, десет пъти на Истмийските игри и девет пъти на Немейските игри.[4]